# 永田千奈
永田 千奈（ながた ちな、1967年 - ）は、日本のフランス語の翻訳家。
東京都生まれ。早稲田大学第一文学部フランス文学専修卒。ノンフィクション、評論などを翻訳し、近年はルソーなどの古典的文学作品を訳す。

## 翻訳
- 『ある父親 Puzzle』（シビル・ラカン、晶文社） 1998
- 『恋愛小説 マルティンとハンナ』（カトリーヌ・クレマン、角川春樹事務所） 1999
- 『ネモの不思議な教科書』（ニコル・バシャラン,ドミニク・シモネ、角川春樹事務所） 2000
- 『お金とじょうずにつきあう本』（L・ジャフェ,L・サン=マルク、晶文社） 2001
- 『暴力から身をまもる本』（L・ジャフェ,L・サン=マルク、晶文社） 2001
- 『戦争プロパガンダ10の法則』（アンヌ・モレリ、草思社） 2002 / 草思社文庫 2015
- 『それでも私は腐敗と闘う』（イングリッド・ベタンクール、草思社） 2002
- 『蟻の革命』（ベルナール・ウェルベル、角川文庫、ウェルベル・コレクション） 2003
- 『サーカスの犬』（リュドヴィック・ルーボディ、光文社） 2004
- 『白くまになりたかった子ども』（ヤニック・ハストラップ,ステファヌ・フラッティーニ、晶文社） 2004
- 『地球にやさしいひとになる本』（G・ブレ,N・トルジュマン,L・サン=マルク、晶文社） 2004
- 『海に住む少女』（シュペルヴィエル、光文社古典新訳文庫） 2006
- 『未来を変える80人 僕らが出会った社会起業家』（シルヴァン・ダルニル,マチュー・ルルー、日経BP社） 2006
- 『フェアトレードの冒険 草の根グローバリズムが世界を変える』（ニコ・ローツェン、フランツ・ヴァン・デル・ホフ、日経BP社） 2007
- 『女海賊メアリ・リード』全4巻（ミレイユ・カルメル、草思社） 2009
- 『サガン 疾走する生』（マリー=ドミニク・ルリエーヴル、阪急コミュニケーションズ） 2009
- 『女の一生』（モーパッサン、光文社古典新訳文庫） 2011
- 『ヒトラー『わが闘争』がたどった数奇な運命』（アントワーヌ・ヴィトキーヌ、河出書房新社） 2011
- 『孤独な散歩者の夢想』（ルソー、光文社古典新訳文庫） 2012
- 『考える人とおめでたい人はどちらが幸せか』（シャルル・ペパン、阪急コミュニケーションズ） 2012
- 『ひとさらい』（ジュール・シュペルヴィエル、光文社古典新訳文庫） 2013
- 『海賊と資本主義　国家の周縁から絶えず世界を刷新してきたものたち』（ロドルフ・デュラン,ジャン＝フィリップ・ベルニュ、阪急コミュニケーションズ） 2014
- 『印象派のミューズ ルロル姉妹と芸術家たちの光と影』（ドミニク・ボナ、白水社） 2015
- 『クレーヴの奥方』（ラファイエット夫人、光文社古典新訳文庫） 2016
- 『椿姫』（デュマ・フィス、光文社古典新訳文庫） 2018
- 『死霊の恋／ヴィシュヌの化身　ゴーティエ恋愛奇譚集』（テオフィル・ゴーティエ、光文社古典新訳文庫） 2023

## 参考
- http://bookweb.kinokuniya.co.jp/htm/4334752578.html